# 左旗增十四
狐狸座19，又名BD+26 3825，HD 192004、SAO 88330、HR 7718，是狐狸座的一颗恒星，视星等为5.49，位于銀經65.78，銀緯-3.85，其B1900.0坐标为赤經20h 7m 37.2s，赤緯+26° -3.85′ 38″。